# Frank Leo

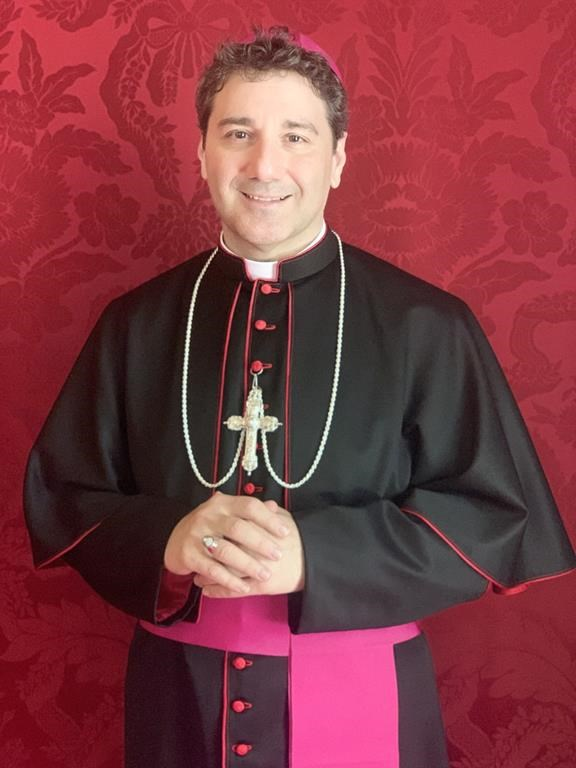
Frank Leo (2023)

Kardinalswappen

Frank Kardinal Leo, auch Francis Leo, (* 30. Juni 1971 in Montréal) ist ein kanadischer römisch-katholischer Geistlicher und Erzbischof von Toronto.

## Leben
Frank Leo, Sohn italienischer Einwanderer, erwarb zunächst einen Abschluss in Sozialwissenschaften. Anschließend studierte er Philosophie und Theologie am Institut de Formation Théologique de Montréal. Am 14. Dezember 1996 empfing er das Sakrament der Priesterweihe für das Erzbistum Montréal.
Am International Marian Research Institute der University of Dayton wurde er 2005 zum Dr. theol. promoviert. Nach Tätigkeiten in der Pfarrseelsorge und als Religionslehrer studierte er von 2006 bis 2008 an der Päpstlichen Diplomatenakademie, erwarb ein Lizenziat in historisch-kritischer Philosophie und war von 2008 bis 2012 im diplomatischen Dienst des Heiligen Stuhls in Australien und Hongkong tätig. Nach der Rückkehr nach Kanada war er Dozent für Dogmatik am Priesterseminar, das er als Regens leitete. Außerdem leitete er den Bereich für Kanonisches Recht am Institut de Formation Théologique de Montréal und war Vizepräsident des diözesanen Werkes für die geistlichen Berufungen. Am 9. Januar 2012 verlieh ihm Papst Benedikt XVI. den Titel Kaplan Seiner Heiligkeit (Monsignore). Von 2013 bis 2015 gehörte er dem Priesterrat des Erzbistums Montréal an. Im Jahr 2013 gründete er die mariologische Canadian Mariological Society, deren Vorsitz er übernahm. Von 2015 bis 2021 war er Generalsekretär der kanadischen Bischofskonferenz. Ab 1. Februar 2022 war er Generalvikar des Erzbistums sowie Moderator der Diözesankurie.
Papst Franziskus ernannte ihn am 16. Juli 2022 zum Titularbischof von Tamada und zum Weihbischof in Montréal. Der Erzbischof von Montréal, Christian Lépine, spendete ihm am 12. September desselben Jahres in der Kathedrale Marie-Reine-du-Monde de Montréal die Bischofsweihe. Mitkonsekratoren waren der Bischof von Timmins, Serge Poitras, und der Bischof von Hamilton, David Douglas Crosby OMI. Als Motto seines Wappens wählte er “Quodcumque dixerit facite” (Joh 2,5 , deutsch: „Was er euch sagt, das tut“).
Am 11. Februar 2023 ernannte ihn Papst Franziskus zum Erzbischof von Toronto. Die Amtseinführung fand am 25. März desselben Jahres statt.
Im September 2023 wurde Frank Leo von Kardinal-Großmeister Fernando Filoni zum Großprior des Ritterordens vom Heiligen Grab zu Jerusalem für die Statthalterei Kanada-Toronto bestellt. Er ist zudem Ehren-Großkreuz-Konventualkaplan des Malteserordens.
Im Konsistorium am 7. Dezember 2024 nahm ihn Papst Franziskus als Kardinalpriester von Santa Maria della Salute a Primavalle ins Kardinalskollegium auf.
Am 11. Januar 2025 berief ihn der Papst zum Mitglied des Dikasteriums für die Gesetzestexte. Nach dem Tod von Papst Franziskus nahm Kardinal Leo am Konklave 2025 teil, das Leo XIV. wählte.
Papst Leo XIV. ernannte ihn am 3. Juli 2025 zum Mitglied des Dikasteriums für den Interreligiösen Dialog.